# Primer ministro de Palestina
El primer ministro de Palestina (en árabe, رؤساء وزارات السلطة الوطنية الفلسطينية) es el jefe de gobierno de Palestina.
Previo al primer ministro de Palestina, se encontraba en funcionamiento el primer ministro de la Autoridad Nacional Palestina, que modificó su nombre oficial tras el cambio de nombre de la ANP por el Estado de Palestina. Es nombrado por el presidente de Palestina y no directamente elegido por el Consejo Legislativo Palestino o los votantes palestinos.  
A diferencia de la oficina del primer ministro en muchas otras naciones, el primer ministro palestino no está obligado a ser un miembro de la legislatura en el cargo. En su lugar, el nombramiento se hace de forma independiente por el partido gobernante. El primer ministro se espera que represente al partido mayoritario o de la coalición gobernante en el parlamento.

## Lista de primeros ministro
| # | Nombre            | Nombre | Nombre | Nacimiento - Muerte | Inicio              | Fin                                                 | Partido       | Jurisdicción   |
| - | ----------------- | ------ | ------ | ------------------- | ------------------- | --------------------------------------------------- | ------------- | -------------- |
| 1 | Salam Fayyad      |        |        | 1952-               | 5 de enero de 2013  | 6 de junio de 2013                                  | Tercera VIA   | Cisjordania    |
| 1 | Ismail Haniya     |        |        | 1963-2024           | 5 de enero de 2013  | 2 de junio de 2014 (comienza el Gobierno de unidad) | Hamás         | Franja de Gaza |
| 2 | Rami Hamdallah    |        |        | 1958-               | 6 de junio de 2013  | 10 de abril de 2019                                 | Fatah         | General        |
| 3 | Mohammad Shtayyeh |        |        | 1958-               | 13 de abril de 2019 | 14 de marzo de 2024                                 | Fatah         | General        |
| 4 | Mohammad Mustafa  |        |        | 1954-               | 14 de marzo de 2024 | En el cargo                                         | independiente | General        |